# Миклашевский, Андрей Михайлович (1801)
Андрей Михайлович Миклашевский (1801—1895) — помещик и промышленник из малороссийского казацкого рода Миклашевских, основатель Волокитинской фарфоровой мануфактуры.

## Биография

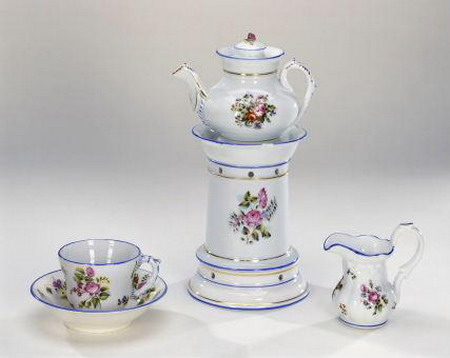
Изделия мануфактуры Миклашевского

Андрей Миклашевский родился в имении Кочубеев, селе Ярославец Глуховского уезда (ныне — Кролевецкого района Сумской области). После окончания Благородного пансиона при Царскосельском лицее (1819) поступил в Ахтырский 12-й гусарский полк корнетом. С 1821 года — поручик, в 1824 году вышел в отставку штабс-ротмистром. Слыл умеренным «западником».
В 1836 г. основал в имении Волокитино (Глуховского уезда) фарфоровую мануфактуру. Первую официальную награду — большую серебряную медаль — получил в 1839 году на Промышленной выставке в Санкт-Петербурге. В 1849 году получил Золотую медаль за декоративные вазы. На выставке 1851 года в местечке Кролевец представил полихромную живопись на фарфоре. Как писал впоследствии эмигрант Иван Лукаш, «Миклашевский славен великолепными и благородными сервизами, бисквитом, вазами и корзинками».

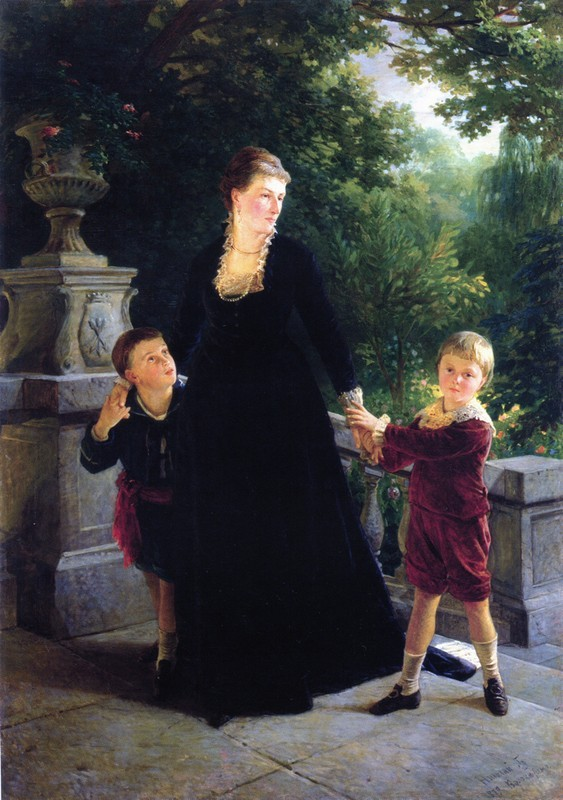
Дочь Мария с сыновьями на портрете Н. Ге (1879)

В 1857 году Миклашевский на свои средства воздвиг в Волокитине Покровскую церковь с уникальным фарфоровым иконостасом (не сохранился). В 1875 году построил в усадьбе так называемые Золотые ворота в англо-готическом стиле.

## Семья
Миклашевский был женат на Дарье Александровне Олсуфьевой (1818—1848), дочери камергера Александра Дмитриевича Олсуфьева (1790—1853) и его первой жены Марии Павловны Кавериной (1798—1819). Дети:
- Мария (11.05.1841—1900) — супруга Петра Ивановича Скоропадского (1834—1885). Их дети: Елизавета, Михаил, Павел.
- Александра (1846—1929) — кавалерственная дама ордена Святой Екатерины[7], статс-дама императрицы Марии Фёдоровны и обер-гофмейстерина великой княгини Елизаветы Фёдоровны. Вышла замуж за своего кузена графа Алексея Васильевича Олсуфьева. Имела двоих сыновей — Андрея и Василия (1872—1924).

## Галерея

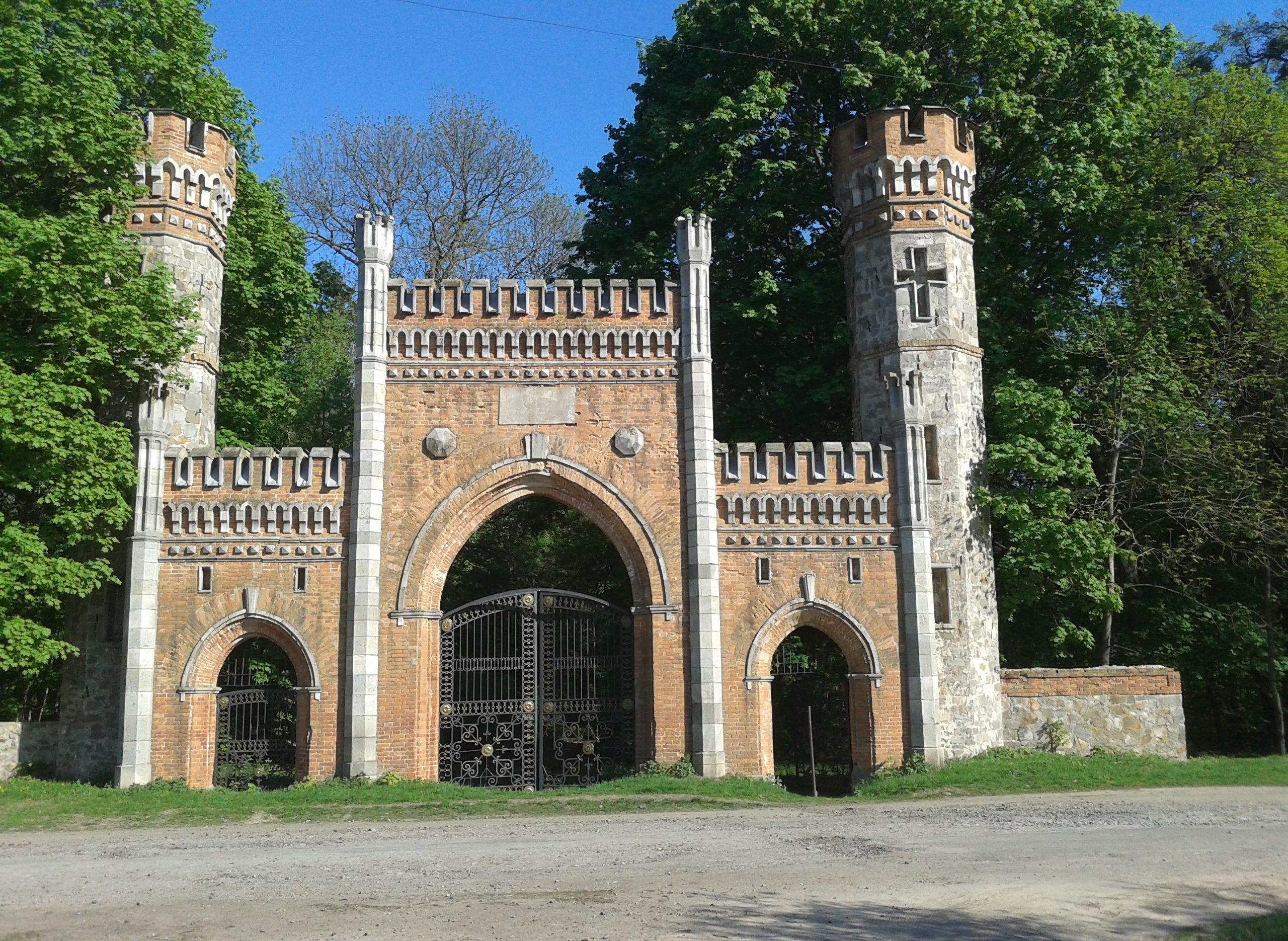
Золотые ворота в англо-готическом стиле, с. Волокитино.
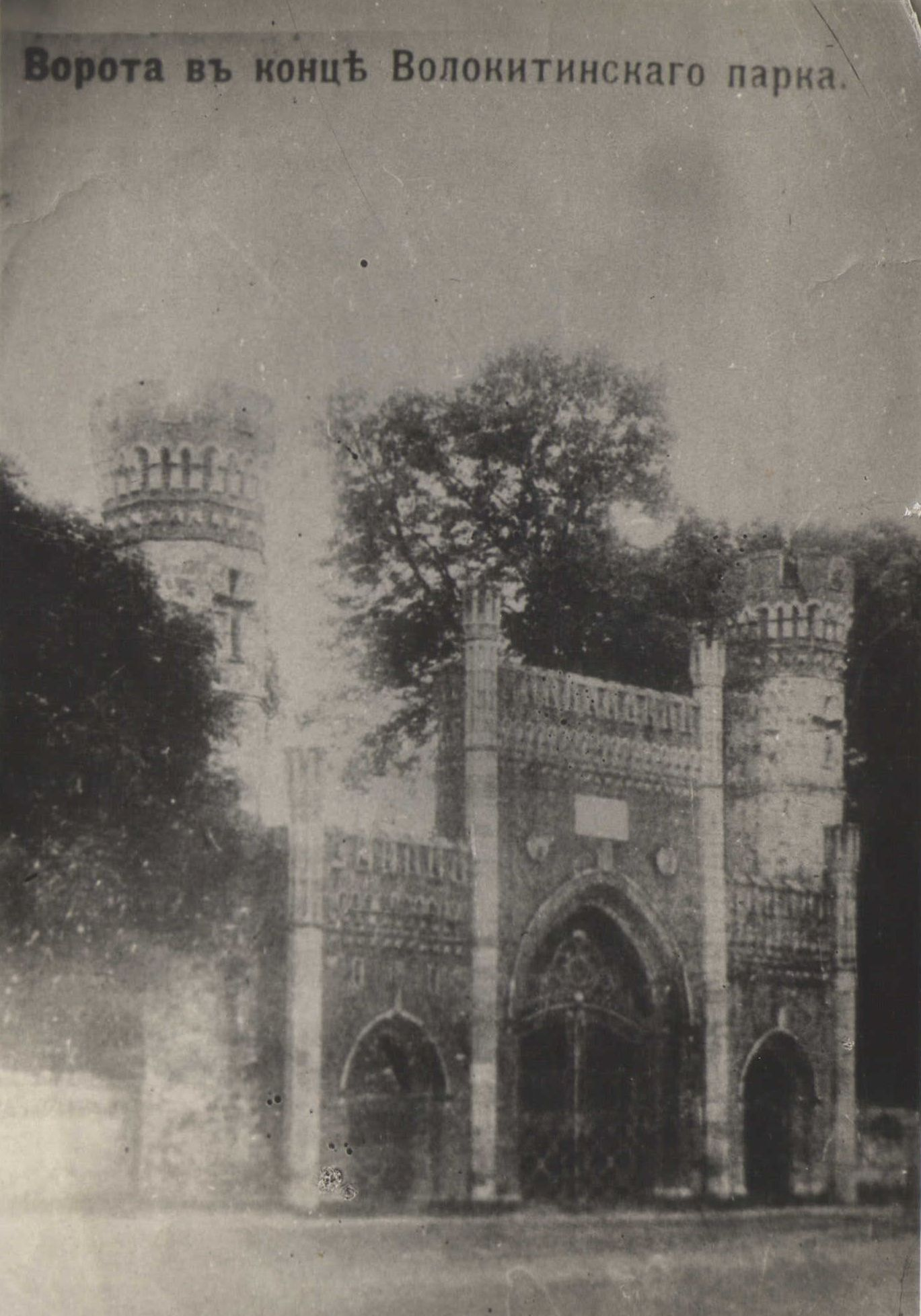
Золотые ворота в англо-готическом стиле, с. Волокитино. Снимок конца ХІХ ст.
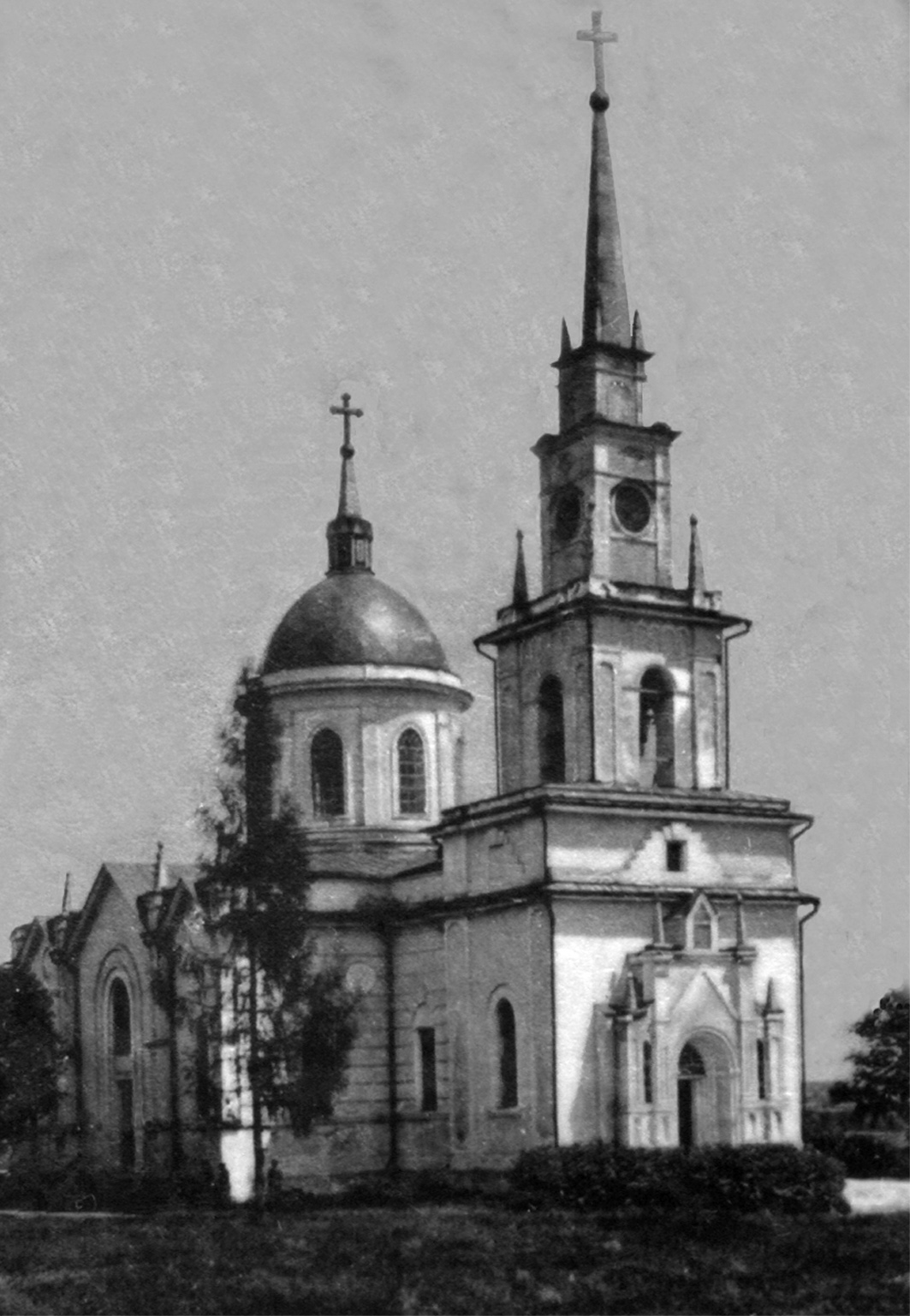
Покровская церковь в с. Волокитино. Снимок конца ХІХ ст.
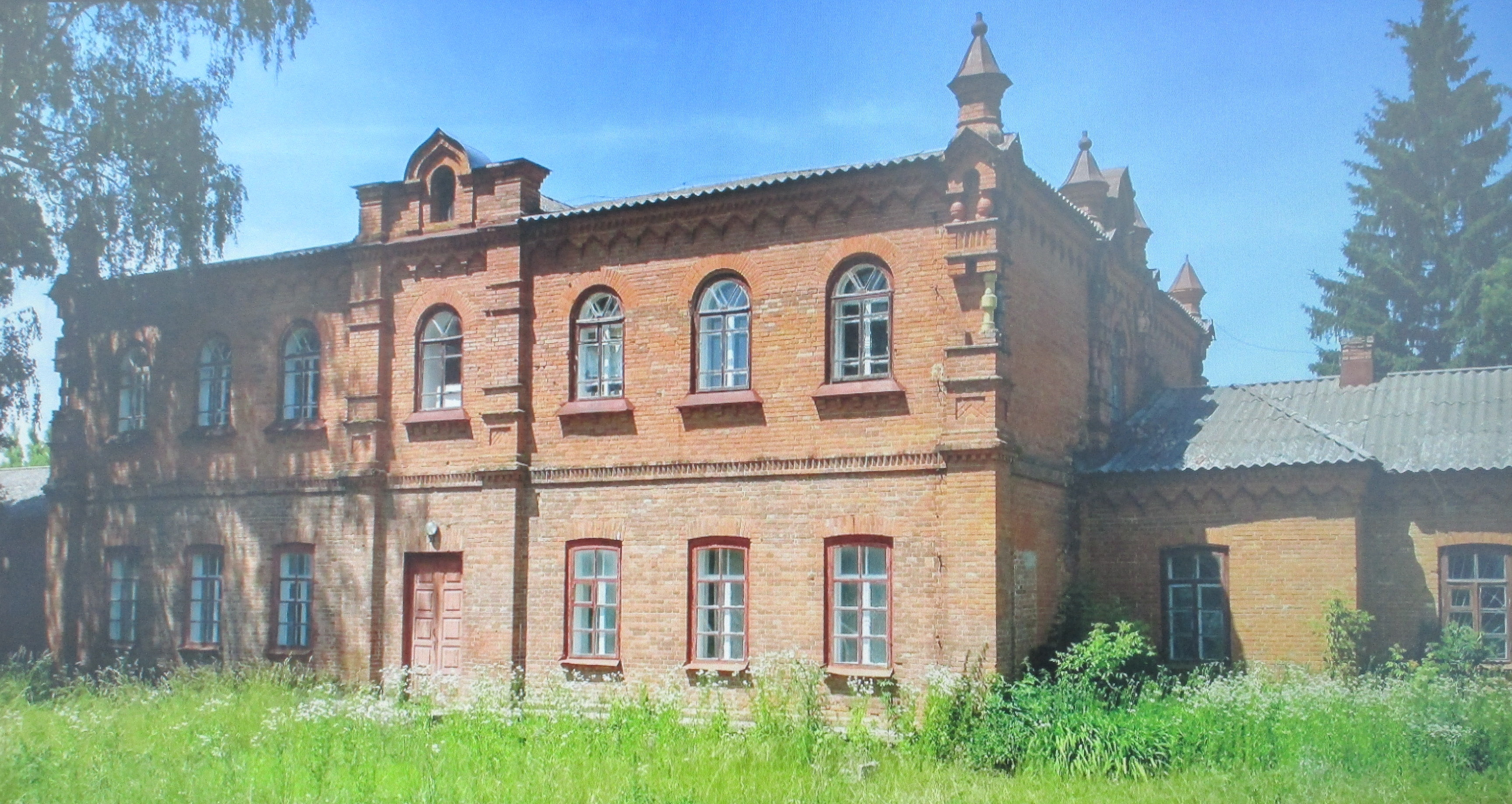
Здание фарфоровой мануфактуры Миклашевского, с. Волокитино.
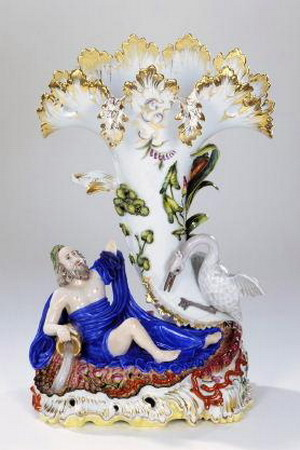
Изделия мануфактуры Миклашевского: Ваза с алегорией речного бога.
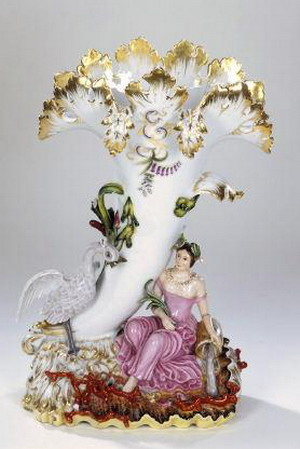
Изделия мануфактуры Миклашевского: с богиней Цицерой.